# Накаџима Б5Н
Накаџима Б5Н (Кејт по америчком коду) је био јапански тросједи бомбардер (Б5Н) и торпедни бомбардер (Б5Н2) из периода пред Други свјетски рат, којег је прозводила фабрика Накаџима.

## Развој
Дизајниран као одговор на спецификације из 1935, у Другом свјетском рату је већ био застарио, иако напредан дизајн за своје вријеме настанка. Имао је модерну структуру, елису промјењивог корака, Фаулерове флапсове, хидраулички увлачећи стајни трап, НАЦА профил покривача мотора и интегралне крилне резервоаре горива. Спецификација је захтијевала највећу брзину 330 km/h, а прототип је достигао 367.

## У борби
Улази у употребу током кинеско-јапанског рата 1937—1945. Крајем 1941, 103 авиона учествују у нападима на америчке бродове у Перл Харбору, којим је почео Други свјетски рат за САД. 40 од тих су нови торпедни бомбардери верзије Б5Н2. Касније Б5Н авиони су имали главну улогу у потапању америчких носача авиона Јорктаун, Лексингтон, Восп и Хорнет. Наставили су да се користе до 1944. заједно са својим насљедником, Б6Н.

## Производња
Укупно је произведено 1149 авиона Б5Н.

## Карактеристике
- Накаџима Б5Н
- Бомбардер (верзија Б5Н) и торпедни бомбардер (верзија Б5Н2)
- Први лет: јануар 1937.
- Производња: 1937. (Б5Н), 1939. (Б5Н2)
- Ушао у употребу: ?
- Произвођач: Накаџима
- Димензије
- Масе
  - Погонска група
  - Мотор:
- (Б5Н1 модел 11) један, звјездасти, Накаџима Хикари 3, 770 КС, 9 цилиндара
- (Б5Н1 модел 12) један, звјездасти, Накаџима Сакае 11, 970-985 КС, 14 цилиндара
- (Б5Н2) један, звјездасти, Накаџима Сакае 21, 1115 КС

## Летне особине
- Максимална брзина: (Б5Н1) 350 Km/h, (Б5Н2) 378
- Радијус дејства: (Б5Н1) око 1100 Km, (Б5Н2) 980-1990
- Оперативни плафон: 7640
- Брзина уздизања: око 420 m у минути

## Наоружање

### (Б5Н1)
- Стрељачко:
  - 1 митраљез 7.7 mm Тип 89 ручно управљан из кабине са ? метака
- Бомбе:
  - два подкрилна носача за по двије бомбе од 250 kg или 6 од 60

### (Б5Н2)
- - 2 митраљеза 7.7 mm ручно управљана из кабине са ? метака сваки, и 2 митраљеза 7.7 mm у трупу испред кабине са ? метака сваки
- Бомбе:
  - централни подтрупни носач за торпедо од 800 kg, калибра 18 палаца или 3 бомбе од по 250